# Agroindustria
La agroindustria es la actividad económica que integra la producción primaria con procesos industriales y comerciales, orientados a la transformación, conservación y distribución de productos agrícolas, ganaderos, forestales, pesqueros y otros recursos biológicos. Su objetivo principal es aumentar el valor agregado de las materias primas, extender su durabilidad y facilitar su disponibilidad a lo largo del tiempo.
La agroindustria tiene sus antecedentes en la Revolución Industrial, periodo durante el cual se incorporaron procesos mecánicos y tecnológicos a la producción agrícola, ganadera y pesquera. Esta incorporación marcó una transición de las actividades económicas tradicionales del sector primario hacia procesos de transformación propios del sector secundario. A partir de entonces, los productos de origen natural comenzaron a ser procesados para mejorar su conservación, facilitar su transporte y ampliar sus posibilidades de comercialización.
Con el tiempo, la agricultura ha dejado de ser vista únicamente como una etapa inicial del desarrollo económico. Gracias a la incorporación de tecnología, la integración de procesos y las nuevas demandas del mercado, ha adoptado características propias del sector industrial. Esta evolución ha dado lugar a un agroindustria más compleja e interdependiente, donde la producción primaria y la transformación de alimentos tienden a integrarse en un mismo proceso.
La agroindustria desempeña un papel relevante en la economía moderna, ya que permite transformar materias primas perecederas en productos con mayor vida útil y valor agregado. Este proceso contribuye a garantizar el abastecimiento alimentario, facilita la distribución en mercados regionales e internacionales y promueve el desarrollo de cadenas productivas vinculadas a distintos sectores. Asimismo, ha posibilitado el acceso a una amplia variedad de productos listos para el consumo, lo que responde a las demandas de las dinámicas actuales de producción y consumo. Además, este contribuye a fortalecer sistemas alimentarios más sostenibles e inclusivos, fundamentales para erradicar la pobreza extrema y garantizar la seguridad alimentaria ante una población mundial en constante crecimiento. Su desarrollo impulsa la economía, especialmente en regiones vulnerables, y resulta clave para mitigar los efectos de crisis como el cambio climático, los conflictos o el alza de precios.

## Categorías

### Agroindustria alimentaria
Esta categoría se enfoca en la transformación de productos agrícolas, ganaderos, pesqueros y forestales en alimentos procesados. Incluye actividades como el procesamiento de frutas y verduras, la producción de lácteos, carnes, cereales y bebidas. Su objetivo principal es agregar valor a los productos primarios, mejorar su conservación y facilitar su distribución.

### Agroindustria no alimentaria
Comprende la transformación de materias primas de origen agropecuario en productos no destinados al consumo humano. Ejemplos incluyen la producción de textiles, papel, biocombustibles, aceites industriales y productos de madera. Esta categoría busca diversificar el uso de los recursos naturales y fomentar el desarrollo de industrias complementarias.

### Agroindustria proveedora de materias primas
Se refiere a las actividades agroindustriales que suministran insumos y materias primas a otras industrias. Por ejemplo, la producción de aceites vegetales que se utilizan en la fabricación de cosméticos o la elaboración de fibras naturales para la industria textil. Estas agroindustrias son fundamentales en la cadena de suministro de diversos sectores económicos.

### Agroindustria consumidora de materias primas
Esta categoría engloba a las agroindustrias que utilizan materias primas provenientes del sector agrícola, ganadero, pesquero o forestal para elaborar productos finales. Incluye fábricas de alimentos, bebidas, textiles y productos de madera, entre otros. Su función es transformar los recursos naturales en bienes de consumo o productos intermedios para otras industrias.

### Agroindustria artesanal
Caracterizada por procesos de producción a pequeña escala y con un alto componente manual, la agroindustria artesanal se basa en técnicas tradicionales y conocimientos locales. Produce alimentos, bebidas y otros productos con identidad cultural, como quesos artesanales, mermeladas caseras, textiles hechos a mano y artesanías de madera. Esta categoría contribuye al desarrollo económico local y a la preservación de tradiciones culturales.

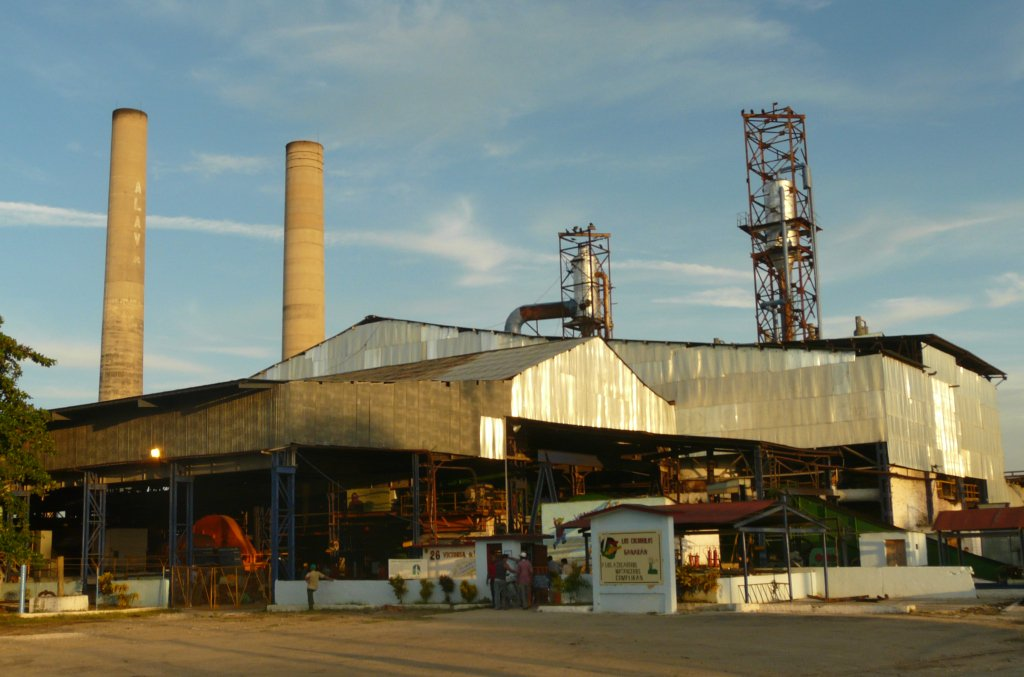
Ingenio azucarero en Cuba.

## Índice de actividades agroindustriales.

### Nivel de transformación 0
Actividades básicas de selección, almacenamiento, empaque y mercadeo:
Productos:   
1. Leche
2. Pescado (pesca costera)
3. Frutas y verduras
4. Materia prima para la industria

Almacenamiento:   
1. Silo de granos
2. Almacenes de materia prima o producto elaborado
3. Cámaras frigoríficas
4. Congeladoras

Selección, clasificación y empaque:   
1. Fruta cítrica: clasificación por volumen (7 tamaños)
2. Fruta de carozo: clasificación por peso
3. Banano: empaque de manos por peso; maduración programada
4. Hortalizas: clasificación por volumen (3-4 tamaños)
5. Flores: clasificación por variedad, color y largo de tallo
6. Empaque minorista: impresión de peso y precio

### Nivel de transformación 1
Primer grado de transformación (conservación y elaboración inicial):
Conservación y empaque:   
1. Deshidratado de frutas, verduras, especias y pescado
2. Secado de tabaco o pipas de girasol
3. Enlatado de frutas y verduras
4. Encurtido de hortalizas
5. Congelado de verduras
6. Pasteurizado de leche y miel
7. Descascarado de frutos secos

Elaboración:
1. Jugos de frutas y concentrados
2. Ingenios de azúcar (panela)
3. Concentrados de tomate
4. Subproductos de la papa
5. Mataderos (vacuno, ovino, porcino, pollos/pavos)
6. Limpieza y fileteado de pescado
7. Harina de carne o pescado
8. Bodegas de vino y fábricas de cerveza
9. Molinos de cereales o fábricas de pienso compuesto
10. Tratamiento de fibras vegetales (papel, aceites vegetales)
11. Aserraderos y productos madereros (parqué, contrachapado)

### Nivel de transformación 2
Segundo grado de transformación (subproductos y manufactura avanzada):
Subproductos:  
1. Lácteos: ácido láctico, lactosa, proteínas del suero
2. Cárnicos: gelatina, proteínas del plasma sanguíneo
3. Curtiembre y marroquinería
4. Pasta y aceite de pescado
5. Derivados del azúcar o cacao

Manufactura:  
1. Café instantáneo o tostado
2. Productos de panadería
3. Sopas y comidas preparadas
4. Muebles, puertas y ventanas de madera
5. Tejedurías y sogas

### Servicios auxiliares
1. Incubadoras de huevos
2. Tratamiento de desperdicios
3. Talleres de mantenimiento

### Conglomerados agroindustriales
Agrupación por materia prima:
Conglomerado cárnico:
1. Mataderos (vacuno, porcino, pollos) y troceado
2. Frigoríficos, congelado y enlatado
3. Chacinería (embutidos, ahumados, cocidos)
4. Subproductos: harina de carne, aceite, salado de pieles
5. Marroquinería y talabartería

Conglomerado lácteo:
1. Centros de acopio y pasteurizado
2. Elaboración de quesos, yogur, helados
3. Leche en polvo y subproductos (suero)

Conglomerado de frutas y verduras:
1. Plantas de selección y clasificación
2. Jugos, néctares y concentrados
3. Enlatado, deshidratado y congelado
4. Subproductos: mermeladas, encurtidos

Conglomerado pesquero:   
1. Abastecimiento de hielo y conservación en frío
2. Fileteado, enlatado y harina de pescado

Conglomerado maderero:   
1. Aserraderos y secado de madera
2. Fabricación de muebles, parqué o cajas
3. Subproductos: carbón vegetal, compactados de aserrín

## Características de la agroindustria debidas a la materia prima

### Estacionalidad de la cosecha
El producto agrícola tiene en general un período de cosecha que se extiende de varias semanas a pocos meses. A la vez debe ser procesado "fresco", lo que en algunos casos supone desde pocas horas a 2-3 días tras su llegada a la planta. El período se alarga cultivando diferentes variedades, algunas tempranas y otras tardías, y en algunos casos almacenando parte de la cosecha en cuartos frigoríficos. Aun así en muchos casos la planta agroindustrial trabaja solo parte del año. Hay pocos productos que se producen en todas las estaciones, como son leche, carne, huevos o algunas hortalizas.

### Variación de la cantidad cosechada durante la temporada
Cosecha selectiva
Se denomina así cuando se cosecha el fruto en el momento del período de maduración tal que le permite llegar al consumidor final 2-3-4 días antes de su maduración total. La cantidad (tonelada o litro) que el agricultor envía a la planta comienza con cantidades reducidas, aumenta a un pico y luego se reduce hasta el fin de la cosecha. Cada cultivo, cada variedad tienen comportamientos diferentes. Si se hace un gráfico para cada variedad, indicando la cantidad de toneladas que se cosecha cada semana, se obtiene una curva campana o curva de Gauss. 
El cuadro que se presenta a continuación indica la suma de las estimaciones de los productores de mango que van a mandar la cosecha a la planta para su selección, clasificación y empaque. Por problema de espacio en el cuadro se ha tomado como unidad de tiempo la quincena en lugar de la semana que es como se hace en la realidad. 
Como se ve, la variedad Ettinger es temprana. Las variedades Navel y Hass prolongan la temporada que así dura siete meses.
Hay dos quincenas en las cuales se envían a la planta 400 toneladas o más, mientras que en otras quincenas la carga de trabajo es mucho menor. El jefe de la planta tendrá que programar su plantel de personal para adaptarlo a la carga de trabajo.
Ejemplo: cítricos, frutos de carozo, etcétera.
| quincena | 2ª sep | 1ª oct | 2ª oct | 1ª nov | 2ª nov | 1ª dic | 2ª dic | 1ª ene | 2ª ene | 1ª feb | 2ª feb | 1ª mar | 2ª mar | 1ª abr |  |
| -------- | ------ | ------ | ------ | ------ | ------ | ------ | ------ | ------ | ------ | ------ | ------ | ------ | ------ | ------ |  |
| Variedad | Tn     | Tn     | Tn     | Tn     | Tn     | Tn     | Tn     | Tn     | Tn     | Tn     | Tn     | Tn     | Tn     | Tn     |  |
| Ettinger | 160    | 400    | 240    | -      | -      | -      | -      | -      | -      | -      | -      | -      | -      | -      |  |
| Fuerte   | -      | -      | 120    | 240    | 360    | 300    | 180    | -      | -      | -      | -      | -      | -      | -      |  |
| Navel    | -      | -      | -      | -      | -      | -      | -      | -      | 175    | 245    | 315    | 150    | -      | -      |  |
| Hass     | -      | -      | -      | -      | -      | -      | 110    | 110    | 110    | 110    | 110    | 220    | 220    | 110    |  |
| Total    | 160    | 400    | 360    | 240    | 360    | 300    | 290    | 110    | 285    | 355    | 425    | 370    | 220    | 110    |  |
Cosecha intensiva
En otros casos se recolecta toda la parcela: se decide la fecha para la cual estará lista la cosecha, y la cantidad que se recoge por día la fija el potencial de elaboración de la planta o bien la capacidad de las cosechadoras, mecánicas o manuales.

Ejemplo: papas, tubérculos, olivo, pecan, avellanas,

### Vida útil de la materia prima
Los productos de la agricultura tienen diferente vida útil: 
- pocas horas (leche, palma aceitera, flores, mariscos, carne)
- varios días (frutas, flores, verduras)
- varios meses (madera, granos). Aun en estos casos se debe mantener la humedad y la temperatura dentro de ciertos límites.

La función principal de las agroindustrias es prolongar la vida útil a semanas o meses.

### Forma de compra de la materia prima
Hay diferentes modalidades, entre ellas:
1. El industrial contrata cuadrillas que cosechan la parcela del agricultor: de acuerdo al estado del fruto y el número de árboles o Ha., se estima la cantidad y calidad y se conviene un precio.
2. El productor trae la cosecha a la planta: se toma un muestreo que se pesa, se selecciona y clasifica, aplicando estos índices al total de la carga se fija un precio que toma en cuenta cantidad y calidad.
3. Por consignación: el industrial vende la producción por cuenta del productor al precio del mercado, y cobra por su servicio.
4. Por servicio: el industrial devuelve al productor el material procesado y cobra por su servicio ( por ej. el aserradero recibe troncos y devuelve tablones y restos).

### Por el insumo dominante
De acuerdo a la composición de los costos se suele clasificar a las industrias de todas las ramas en industrias de:
1. Mano de obra intensiva, como las plantas de selección, clasificación y empaque ya que la separación de diferentes calidades y el empaque requieren mucho trabajo manual.
2. Capital intensivo, como la desmotadora de algodón: la limpieza, separación de la fibra de la semilla y el enfardar a presión en pacas se hace en una cadena de máquinas sin intervención de personal. Solo hay mano de obra al comienzo y al final.
3. Materia prima intensiva, como en el matadero vacuno. La carne es el componente de costos mayor.

## Tecnología e innovación

### Agroindustria 4.0
Se centra en la integración de tecnologías digitales como sensores, inteligencia artificial y big data. Estas herramientas permiten mejorar la productividad, optimizar la toma de decisiones y reducir riesgos. La digitalización facilita una agricultura de precisión y permite a los productores adaptarse con mayor flexibilidad a las demandas del mercado, lo que contribuye a la competitividad del sector.

### Biotecnología
Implica la aplicación de avances científicos para mejorar los procesos agrícolas y pecuarios. Esto incluye el desarrollo de cultivos resistentes y técnicas de producción más sostenibles. La implementación de la biotecnología requiere inversiones en investigación y educación para fomentar soluciones tecnológicas innovadoras que puedan abordar los desafíos del sector agroindustrial.

### Bioeconomía
Esta promueve el uso sostenible de recursos biológicos mediante la combinación de conocimiento, innovación y tecnología. Su objetivo es aprovechar la biomasa renovable de manera eficiente, reduciendo el impacto ambiental y generando valor agregado. Este enfoque busca fomentar el desarrollo económico a partir de recursos naturales renovables, contribuyendo a la sostenibilidad del sector.

## Tecnología apropiada
La tecnología puede entenderse como el conjunto de procesos mediante los cuales, utilizando herramientas, se transforma una materia prima en un producto deseado. Existen diversas alternativas tecnológicas para alcanzar un mismo objetivo productivo, las cuales pueden variar en función de los factores de producción empleados, como el capital (equipamiento) o la mano de obra. 
Por ejemplo, la elaboración de alimento balanceado puede realizarse con una tecnología básica que incluya una balanza romana, un molino de martillos y una mezcladora vertical de una tonelada. Alternativamente, este mismo producto puede ser fabricado en una planta automatizada gestionada por sistemas computarizados que controlan todas las etapas del proceso, desde el almacenamiento de los componentes hasta la formulación de las mezclas y su carga en camiones cisterna. En ambos casos se obtiene el mismo producto, aunque puede haber diferencias en la calidad o eficiencia del proceso.
En los países industrializados, la agricultura y la agroindustria han alcanzado un nivel tecnológico comparable al de otros sectores industriales, en parte debido a políticas de subsidios. En estos contextos, donde los salarios pueden superar los 1,500 dólares mensuales, la inversión en maquinaria para reducir el uso de mano de obra está ampliamente justificada. En contraste, en muchos países en desarrollo, donde los salarios oscilan entre 400 y 600 dólares mensuales, las decisiones sobre inversión tecnológica responden a otras consideraciones económicas.
Los principales fabricantes de equipos para la agroindustria, ubicados mayoritariamente en países industrializados, tienden a diseñar maquinaria sofisticada adaptada a sus propios contextos tecnológicos. Esta situación puede generar desafíos para los países en desarrollo, donde el acceso, mantenimiento y aprovechamiento pleno de dicha tecnología puede ser limitado.
Ante este panorama, algunas estrategias adoptadas en países en desarrollo incluyen:
- Adquisición de plantas usadas y reacondicionadas
- Fabricación local de réplicas de equipos en uso en países industrializados
- Implementación de modelos de producción por lotes, como alternativa a los procesos continuos automatizados

Estas soluciones buscan adaptar la tecnología a las condiciones locales, haciendo más viable su integración en el entorno productivo.

## Ubicación de la planta
En términos generales, el Valor Agregado por Persona Ocupada (VA/PO) generado por la industria es superior al de la agricultura. Aunque dentro del sector industrial la agroindustria presenta uno de los niveles más bajos de VA/PO, este sigue siendo mayor que el observado en las actividades agrícolas.
Existen diversos factores que favorecen la ubicación de plantas agroindustriales en regiones rurales, entre los que destacan:
- Menor costo de la mano de obra en comparación con las zonas urbanas
- Disponibilidad de mano de obra femenina temporal
- Precio más bajo del terreno
- Tasas impositivas locales reducidas
- Costos de transporte más bajos para la materia prima
- Menores restricciones en cuanto a emisiones de ruido y olores

#### Dificultades potenciales
Sin embargo, también pueden presentarse limitaciones al establecer plantas en áreas rurales, tales como:
- Infraestructura vial deficiente
- Limitado acceso a servicios básicos como electricidad de alta tensión, gas y agua
- Escasez de personal calificado para funciones directivas

#### Rol de las autoridades
Tanto a nivel local como nacional, las autoridades pueden desempeñar un papel clave en el fomento de la agroindustria rural mediante el apoyo a la instalación de plantas. Entre los objetivos de estas políticas se encuentran:
- Reducir el éxodo rural
- Generar oportunidades laborales para jóvenes con formación técnica
- Atraer nuevas inversiones que promuevan el desarrollo de Parques Industriales Agroindustriales

## Impacto ambiental
Los principales impactos negativos de la agroindustria se relacionan con la contaminación atmosférica y acuática, la eliminación de los desperdicios sólidos y los cambios en el uso de la tierra. Sin embargo, también pueden identificarse algunos impactos positivos, sobre todo cuando se aplican prácticas sostenibles y tecnologías limpias.

### Contaminación
Los caudales de las aguas servidas varían, según el tipo y magnitud de la operación agroindustrial. Típicamente, los afluentes tienen un alto nivel de demanda de oxígeno bioquímico y químico y de sólidos suspendidos o disueltos. Además puede haber otros contaminantes, como residuos de pesticidas, aceites complejos, compuestos alcalinos o ácidos y otras sustancias orgánicas en las aguas servidas. Los afluentes de los pastaderos, tenerías y mataderos pueden ser focos potenciales de infección para los seres humanos y los animales.
Las emisiones atmosféricas provenientes de las operaciones agroindustriales, a menudo, incluyen: material pulverizado, dióxido de azufre, óxidos nitrosos, hidrocarburos y otros compuestos orgánicos. Con frecuencia, las agroindustrias producen olores nocivos y molestos.

### Almacenamiento
El almacenamiento incorrecto de las materias primas o la eliminación inadecuada de los desperdicios sólidos pueden perjudicar los recursos terrestres, sea en el lugar de la instalación o en los depósitos de desechos.

### Cambios de uso
La producción de la materia prima para estas agroindustrias puede tener efectos ambientales negativos, debido a la intensificación de la actividad agrícola. Al convertir los bosques en tierras agrícolas, existe el potencial para causar impactos ambientales y sociales significativos. La naturaleza y la magnitud del efecto dependerán de las prácticas existentes en cuanto al uso de la tierra, la cantidad de materia prima requerida por la agroindustria, el sistema de producción y el de manejo de la tierra y el agua. 
Los efectos ambientales potenciales incluyen:  
- La mayor erosión de los suelos
- La contaminación del agua superficial y freática por los insumos agrícolas (p.ej. fertilizantes, pesticidas)
- Los cambios en las características físicas y químicas del suelo
- Los impactos sobre la fauna y la vegetación nativa

Los impactos sociales potenciales incluyen: 
- La restricción del acceso a los recursos (por ejemplo, las áreas tradicionales de pastoreo y cultivo, recursos acuáticos, productos forestales)
- El desplazamiento de la población
- Los trastornos sociales

No obstante, la agroindustria también puede generar beneficios ambientales y sociales, especialmente si se aplican enfoques sostenibles. Entre los impactos positivos se encuentran la incorporación de prácticas agrícolas más eficientes, la creación de mercados para productos locales, el fomento de empleos en zonas rurales y el desarrollo de infraestructura asociada, como vías de transporte.

### Producción de materias primas
Al limpiar grandes extensiones de vegetación natural para la producción de cultivos o ganado, o al intensificar la agricultura, se pueden generar impactos ambientales y sociales negativos. Ejemplos destacados incluyen:
- La deforestación en la cuenca amazónica para la expansión ganadera, que ha transformado amplias zonas de bosques tropicales en pastizales, afectando irreversiblemente los ecosistemas.
- La expansión de plantaciones de palma africana en Asia Suroriental, asociada al desbroce de selvas tropicales y la pérdida de biodiversidad.

Estos cambios también contribuyen a la emisión de gases de efecto invernadero, como el dióxido de carbono y el metano, que inciden en el cambio climático global.

### Impacto sobre las personas
En 2018, la organización internacional Global Witness publicó un reporte donde estipuló que más de 200 activistas y defensores del medio ambiente fueron asesinados en 2017. Al menos 40 de esos asesinatos estuvieron vinculados a la agroindustria. La mayoría de estos asesinatos se produjeron en Brasil, con características de masacre. En 2017 también ocurrieron asesinatos en Perú, México y Filipinas motivados por la expansión de la agroindustria.

## Estudios económicos
Con objeto de impulsar las exportaciones de productos agroalimentarios, diversos organismos gubernamentales publican estudios económicos por productos y por países, a través de Internet. Entre otros, se encuentran el FAS del Departamento de Agricultura de los Estados Unidos (USDA), Agricultura y Agroalimentario Canada (AAFC), Austrade y NZTE, que representan cuatro de los países más importantes a nivel de exportación de productos agroalimentarios. La Federación de Asociaciones de Comercio Internacional publica estudios de FAS y AAFC, así como de otros organismos no gubernamentales, en su página web globaltrade.net.